# András Horváth (zapaśnik)
András Horváth (ur. 3 stycznia 1980 roku) – węgierski zapaśnik walczący w stylu klasycznym. Zajął siedemnaste miejsce na mistrzostwach świata w 2005. Dziesiąty na mistrzostwach Europy w 2000. Złoty medalista uniwersyteckich MŚ w 2004. Czwarty w Pucharze Świata w 2006. Wicemistrz świata i Europy juniorów w 1999 roku.
Mistrz Węgier w 2004, 2005, 2006 i 2008 roku.